# 李瑁
李 瑁（り ぼう）は、唐の玄宗の第18子。武恵妃の子で、寿王に封じられた。太子に立てる運動が行われたが、立てられることはなかった。また、楊貴妃を妃としていたが、父に奪われたことで知られる。
古から伝わる史料によると一貫して李瑁と呼ばれていたが、近年発掘された寿王の娘の墓碑銘によると実名は李瑁ではなく李琩であることが判明している。

## 経歴
初めの名は李清。母の武恵妃が開元元年（713年）から、玄宗の寵愛を得ていたが、子は全て夭折していた。そのため、李瑁が生まれた時には、玄宗の兄である寧王李憲の邸宅に預けられ、李憲の妃である元氏に育てられた。元氏が乳を与え、自分の子と語っていた。十数年間も寧王宅にいたため、王に封じられるのが遅かった。宮中では十八郎と呼ばれた。
もともと玄宗は、永王李璘（李瑁の兄）たちが幼少であるころ、彼らの拝謁を認めていなかった。李瑁が7歳の時、兄たちと拝謁した。その時の拝舞（君主の前で喜びをあらわす礼）が儀礼にかなったものであったので、玄宗は彼をすぐれた才能であると認めたと伝えられる。
開元13年（725年）3月、寿王に封じられ、宮中に入る。開元15年（727年）、益州大都督・剣南節度大使を遙領する。
開元23年（735年）、開府儀同三司を加えられ、瑁と改名する。楊玉環（後の楊貴妃）を妃とする。この頃、武恵妃と李林甫が彼を太子とするため、運動を行う。
開元25年（737年）、太子であった李瑛が廃立されて自殺を命じられるが、同年、武恵妃が死去する。開元26年（738年）、李林甫の引き続きの運動にかかわらず、高力士の薦めにより、兄の李璵が太子となる。
開元28年（740年）、妃である楊玉環が玄宗に見初められ、楊玉環は出家し、女道士となる。開元29年（741年）、寧王李憲が死去し、養育の恩に報いるため、その喪をおさめる。
天宝4載（745年）、韋昭訓の娘を妃とする。
至徳元載（756年）、安史の乱勃発後、玄宗が蜀に出奔する際に同行する。この途上、怒りが爆発した陳玄礼や兵士たちによって、楊国忠らが殺される事件が起き、李瑁は兵士たちの慰撫を玄宗に命じられた。また玄宗の命で、皇太子の李璵に地元に留まるよう説得する役目を高力士とともに果たしている。その後も、玄宗を守る六軍の分割指揮にあたり、玄宗とともに蜀に赴いた。
大暦10年（775年）正月、死去し、太傅を贈られる。
子に徳陽郡王李僾・済陽郡王李伓・広陽郡王李偡・薛国公李伉・李傑がいる。

## 伝記資料
- 『旧唐書』巻百七 列伝第五十七「玄宗諸子伝・寿王瑁」
- 『新唐書』巻八十二 列伝第七「十一宗諸子伝・寿王瑁」
- 『資治通鑑』